# Nastri d'argento 1997
La 52ª edizione dei Nastri d'argento si è svolta il 22 marzo 1997 a Roma.

## Vincitori e candidati
I vincitori sono indicati in grassetto, a seguire gli altri candidati.

### Nastro d'argento speciale
- Marcello Mastroianni quale protagonista del cinema mondiale

### Regista del miglior film italiano
- Maurizio Nichetti - Luna e l'altra
- Sergio Citti - I magi randagi
- Bernardo Bertolucci - Io ballo da sola (Stealing Beauty)
- Peter Del Monte - Compagna di viaggio
- Carlo Lizzani - Celluloide

### Migliore regista italiano esordiente
- Roberto Cimpanelli - Un inverno freddo freddo
- Anna Di Francisca - La bruttina stagionata
- Ugo Chiti - Albergo Roma
- Massimo Spano - Marciando nel buio
- Fulvio Ottaviano - Cresceranno i carciofi a Mimongo

### Miglior produttore italiano
- Antonio Avati, Pupi Avati ed Aurelio De Laurentiis - Festival
- Laurentina Guidotti e Francesco Ranieri Martinotti - Cresceranno i carciofi a Mimongo
- Maurizio Tini - La mia generazione
- Francesco Torelli - I magi randagi

### Miglior soggetto
- Sergio Citti - I magi randagi
- Paolo Virzì - Ferie d'agosto
- Marco Ferreri - Nitrato d'argento
- Ugo Chiti - Albergo Roma
- Antonio Capuano - Pianese Nunzio, 14 anni a maggio

### Migliore sceneggiatura
- Giovanni Veronesi e Leonardo Pieraccioni - Il ciclone
- Antonio Capuano - Pianese Nunzio, 14 anni a maggio
- David Grieco, Michele Salimbeni e Sergio Citti - I magi randagi
- Gloria Malatesta, Claudia Sbarigia e Peter Del Monte - Compagna di viaggio
- Paolo Virzì e Francesco Bruni - Ferie d'agosto

### Migliore attrice protagonista
- Virna Lisi - Va' dove ti porta il cuore
- Iaia Forte - Luna e l'altra
- Valeria Bruni Tedeschi - Le persone normali non hanno niente di eccezionale (Les gens normaux n'ont rien d'exceptionnel)
- Asia Argento - Compagna di viaggio
- Sabrina Ferilli - Ferie d'agosto

### Migliore attore protagonista
- Leonardo Pieraccioni - Il ciclone
- Silvio Orlando - Ferie d'agosto
- Antonio Albanese - Vesna va veloce
- Massimo Boldi - Festival
- Claudio Amendola - La mia generazione

### Migliore attrice non protagonista
- Lucia Poli - Albergo Roma
- Alessia Fugardi - La lupa
- Chiara Noschese - Bruno aspetta in macchina
- Barbara Enrichi - Il ciclone
- Galatea Ranzi - Va' dove ti porta il cuore

### Migliore attore non protagonista
- Gianni Cavina - Festival
- Piero Natoli - Ferie d'agosto
- Massimo Ceccherini - Il ciclone
- Massimo Popolizio - Le affinità elettive
- Aurelio Fierro - Luna e l'altra

### Migliore musica
- Paolo Conte - La freccia azzurra
- Pino Donaggio - L'arcano incantatore
- Almamegretta - Pianese Nunzio, 14 anni a maggio
- Carlo Crivelli - Le affinità elettive
- Lele Marchitelli - Sono pazzo di Iris Blond

### Migliore fotografia
- Carlo Di Palma - La dea dell'amore (Mighty Aphrodite)
- Giuseppe Lanci - Le affinità elettive
- Blasco Giurato - Albergo Roma
- Franco Piavoli - Voci nel tempo
- Dante Spinotti - Heat - La sfida (Heat)

### Migliore scenografia
- Dante Ferretti - Casinò (Casino)
- Luciano Sagoni - Celluloide
- Gianni Sbarra - Le affinità elettive
- Paolo Innocenzi - La lupa
- Beatrice Scarpato - La bruttina stagionata

### Migliori costumi
- Franca Squarciapino - L'ussaro sul tetto
- Gino Persico - Ninfa plebea
- Danilo Donati - I magi randagi
- Lina Nerli Taviani - Le affinità elettive
- Luciano Sagoni - Celluloide

### Migliori doppiatori
- Gigi Proietti - per la voce di Robert De Niro in Casinò (Casino)
- Aurora Cancian - per la voce della Brenda Blethyn in Segreti e bugie (Secrets & Lies)

### Miglior cortometraggio
- Scorpioni di Ago Panini

### Miglior produttore di cortometraggi
- Bernadette Carranza e Paola Lucisano della Film Trust Italia

### Nastro d'argento speciale al film di animazione di produzione italiana
- La freccia azzurra

### Menzioni speciali
- al cortometraggio Punti di vista di César Meneghetti ed Elisabetta Pandimiglio
- alla Libera Università del Cinema di Sofia Scandurra

### Regista del miglior film straniero
- Mike Leigh - Segreti e bugie (Secrets & Lies)
- Richard Loncraine - Riccardo III (Richard III)
- Alan Parker - Evita
- Claude Sautet - Nelly e Mr. Arnaud (Nelly et Monsieur Arnaud)
- Martin Scorsese - Casinò (Casino)

### Nastro d'argento europeo
- Alan Parker - Evita
- Claude Sautet - Nelly e Mr. Arnaud (Nelly et Monsieur Arnaud)
- Danny Boyle - Trainspotting
- Lars von Trier - Le onde del destino (Breaking the Waves)
- Michael Winterbottom - Jude